# Maria Kirillovna van Rusland
Maria Kirillovna van Rusland (Russisch: Мария Кирилловна Романова) (Coburg, Duitsland, 2 februari 1907 — Madrid, Spanje, 27 oktober 1951), grootvorstin van Rusland, was de dochter van grootvorst Kirill Vladimirovitsj van Rusland en diens echtgenote Victoria Melita van Saksen-Coburg en Gotha. Via haar ouders stamde Maria af van tsaar Alexander II van Rusland en koningin Victoria van het Verenigd Koninkrijk.
Ze trouwde op 24 november 1925 burgerlijk en op 25 november voor de Orthodoxe en Lutherse Kerk met Karl van Leiningen (1898–1946), de zesde vorst van Leiningen. Hij was de zoon van Emich zu Leiningen, de vijfde vorst van Leiningen, en diens echtgenote Feodora zu Hohenlohe-Langenburg, een dochter van Hermann zu Hohenlohe-Langenburg. Maria en Karl kregen zeven kinderen:
- Emich Kirill Ferdinand Hermann (1926-1991), vorst van Leiningen
- Karl Vladimir Ernst Heinrich (1928-1990)
- Kira Melita Feodora Marie Victoria Alexandra (1930-2006), huwde in 1963 met Prins André van Joegoslavië, dit huwelijk is in 1972 ontbonden
- Margarita Ileana Victoria (1932-1996), pleegde zelfmoord
- Mechtilde Alexandra (1936-2021)
- Frederik Wilhelm Berthold (1938-1998)
- Peter Victor (1942-1943)

Karl stierf in 1946 in een krijgsgevangenenkamp in Rusland. Maria stierf in 1951 op 44-jarige leeftijd in Madrid.